# Salam Tani
Salam Tani is een bestuurslaag in het regentschap Deli Serdang van de provincie Noord-Sumatra, Indonesië. Salam Tani telt 1283 inwoners (volkstelling 2010).